# Palcoscenico Records
La Palcoscenico Records è stata un'etichetta discografica italiana di jazz di breve durata, attiva negli anni '80.

## Discografia
- 15001: Gaetano Liguori (pianista) – Terzo Mondo
- 15002: George Adams & Don Pullen – All That Funk (con Cameron Brown, Dannie Richmond)
- 15003: George Adams & Don Pullen – More Funk (con Cameron Brown, Dannie Richmond)
- 15004: Claudio Fasoli New Quartet – Cloudy
- 15005: Art Blakey – One by One (con Curtis Fuller, Bobby Watson, David Schnitter, James Williams, Dennis Irwin, Valery Ponomarev)
- 15006: Leon Thomas – A Piece of Cake (con Freddie Hubbard, Hadley Caliman, Billy Childs, Larry Klein, Carl Burnett)
- 15007: Karl Berger – New Moon
- 15008: Walter Davis Jr. – Uranus
- 15009: Milt Jackson – Loose Walk (con Sonny Stitt, Gerald Price, Don Moses, Bobby Durham)